# Lowrey-Orgel

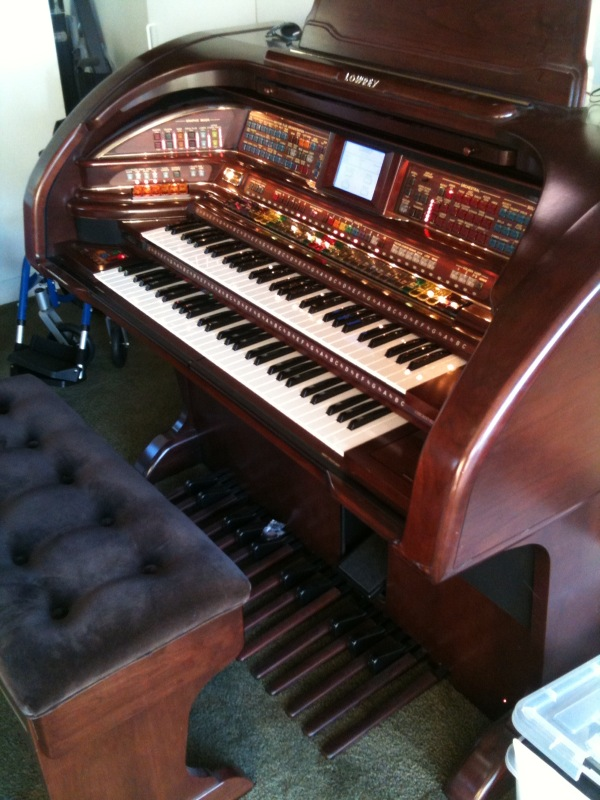
Eine Lowrey-Orgel

Die Lowrey-Orgel ist eine nach ihrem Erfinder, dem Chicagoer Industriellen Frederick Lowrey, benannte elektronische Orgel.
Während der 1960er und 1970er Jahre war Lowrey der weltgrößte Hersteller von elektronischen Orgeln. 1989 produzierte die Lowrey Organ Company ihre einmillionste Orgel.
Bis 2011 wurden die Lowrey-Orgeln in LaGrange Park, Illinois produziert; 2011 wurde bekannt gegeben, dass die Produktion nach Malaysia verlegt wird.
Die Lowrey-Orgel unterscheidet sich von der Hammond-Orgel vor allem durch die Verwendung von Funktionen für automatische Begleitung. Obwohl ursprünglich für die Heimunterhaltung gedacht, wurde sie in den 1960er und 1970er Jahren von einigen Rockbands verwendet. Garth Hudson, der Keyboarder und Organist von The Band, spielte bei vielen Songs der Gruppe eine Lowrey-Orgel.
Im Lied Being for the Benefit of Mr. Kite! von den Beatles wird sie eingesetzt um eine Kirmesstimmung zu erzeugen.
Einen etwas überraschenden Einsatz hatte eine Lowrey-Orgel im Song Baba O’Riley von The Who; die Aufnahme beginnt mit einem 41 Sekunden andauernden Loop, der auf einer Lowrey-Orgel gespielt und durch einen Synthesizer im Klang modifiziert wurde.
Mike Ratledge von der Band Soft Machine benutzte zeitweise eine Lowrey Holiday Deluxe anstatt einer Vox Continental. Er spielte sie mit Fuzzbox und einem Verstärker von Marshall Amplification. 
Der deutsche E-Orgel-Organist Klaus Wunderlich setzte in seiner Schallplattenreihe "Wunderlich Pops" ebenfalls eine Lowrey-Orgel ein, das Modell H 25-3.
Darüber hinaus ist die Lowrey-Orgel in dem Beatles-Song Lucy in the Sky with Diamonds von 1967 zu hören, gespielt von Paul McCartney.